# Grands Prix automobiles de la saison 1919
1916 1920
La saison de Grands Prix automobiles 1919 ne comportait qu'une seule épreuve européenne : la Targa Florio.

## Grands Prix de la saison
| Grand Prix               | Circuit        | Date          | Pilote vainqueur           | Constructeur vainqueur | Résultats |
| ------------------------ | -------------- | ------------- | -------------------------- | ---------------------- | --------- |
| Santa Monica Race        | Santa Monica   | 15 mars       | Cliff Durant               | Stutz                  |           |
| Ascot Race               | Los Angeles    | 23 mars       | Roscoe Sarles              | Oldfield               |           |
| Victory Sweepstakes      | Uniontown      | 19 mai        | Tommy Milton               | Duesenberg             |           |
| 500 miles d'Indianapolis | Indianapolis   | 31 mai        | Howdy Wilcox               | Peugeot                | Résultats |
| Elgin National Trophy    | Elgin          | 23 août       | Tommy Milton               | Duesenberg             | Résultats |
| Sheepshead Bay Race      | Sheepshead Bay | 4 juillet     | Gaston Chevrolet           | Frontenac              |           |
| Annual Autumn Classic    | Uniontown      | 1er septembre | Gaston Chevrolet Joe Boyer | Frontenac              |           |
| Sheepshead Bay Race      | Sheepshead Bay | 20 septembre  | Gaston Chevrolet           | Frontenac              |           |
| Cincinnati Race          | Cincinnati     | 12 octobre    | Joe Boyer                  | Frontenac              |           |
| Targa Florio             | Madonies       | 23 novembre   | André Boillot              | Peugeot                | Résultats |